# Kollagen-Typ 21α1
Kollagen Typ XXI, alpha 1 ist ein fibrillenassoziiertes Kollagen, das vom Gen COL21A1 codiert wird. Es bildet Homotrimere, die wiederum Kollagenfibrillen vom Typ XXI formen.

## Eigenschaften
Kollagen Typ XXI, alpha 1 ist eine extrazelluläre Matrixkomponente der Blutgefäßwand, das durch glatte Muskulaturzellen produziert wird. Der Platelet-derived growth factor stimuliert die Expression von COL21A1 in kultivierten, aortischen glatten Muskulaturzellen. Möglicherweise trägt Kollagen XXI zur Bildung der extrazellulären Matrix des vaskulären Netzwerks während der Vaskulogenese bei.
In Drosophila melanogaster sorgt das Enzym Prolyl-4-Hydroxylase für die Trimerisierung von Kollagen XXI, welches die intakte C-terminale nicht-kollagene (NC1) und kollagene Domäne (COL1) beinhaltet.